# 捨て子

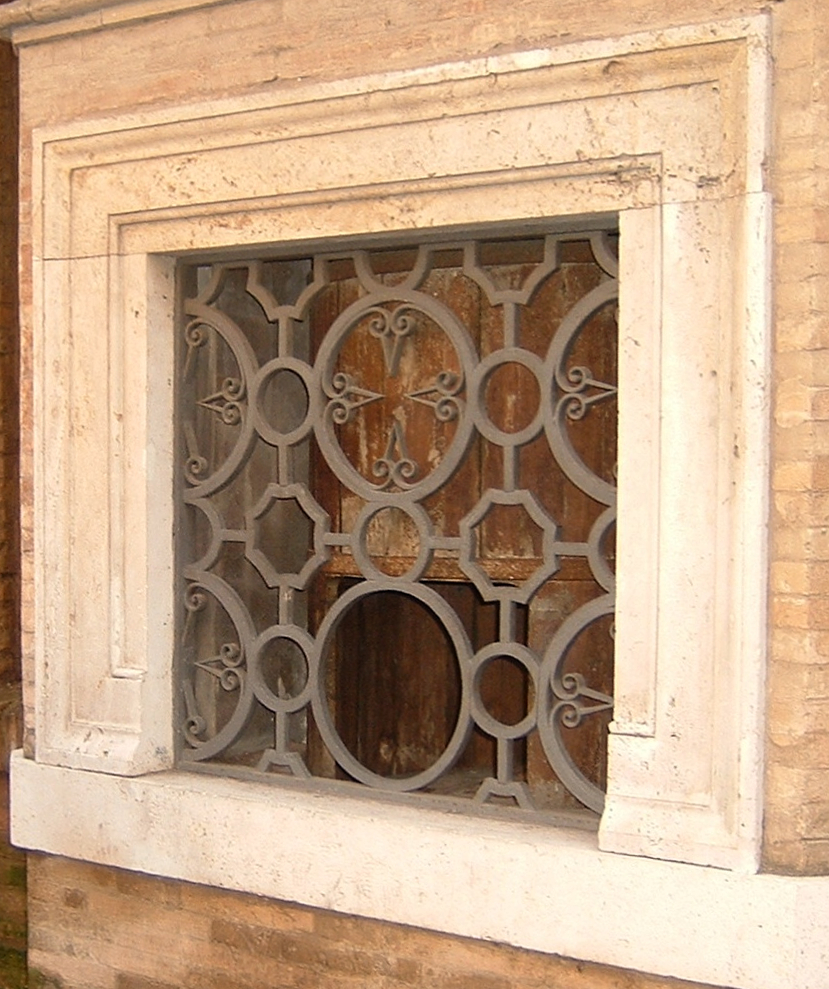
古代ローマの"Ospedale Santo Spirito"病院

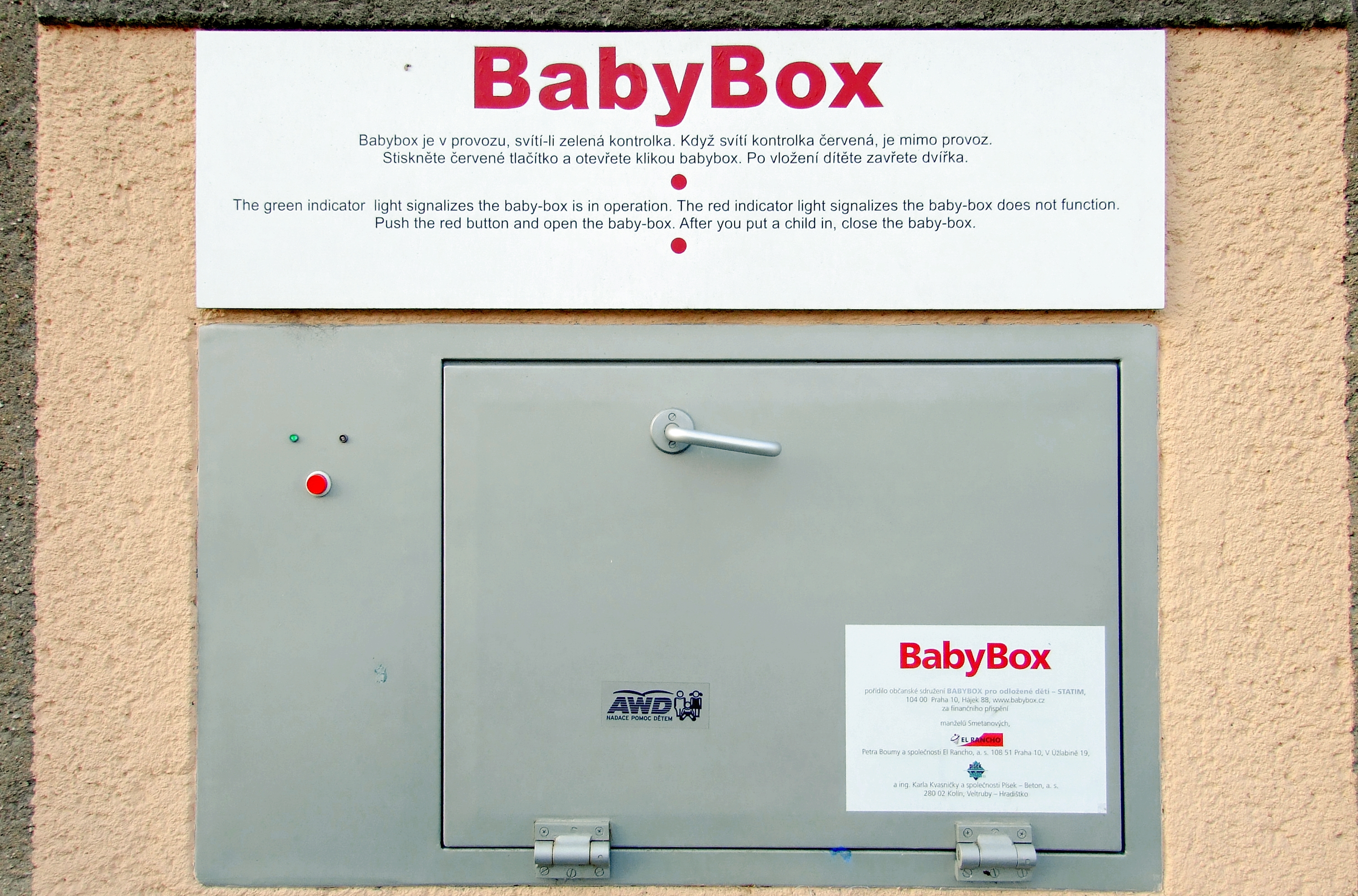
チェコ共和国の"BabyBox"

捨て子（すてご。英語：foundling、abandoned child）とは、様々な事情によって、病院、路上、他人の家、宗教施設、児童養護施設あるいは乳児院へ、置き去られた子供を指す。棄児（きじ）ともいう。
日本のマスコミでは、差別用語に当たるとして「捨て子」という表現を避け、赤ちゃん置き去りと言うことが多い。尚、英語で捨て子を意味する「foundling」は、直訳すると「発見された小っちゃい者」を意味する。

## 概要
原因として、経済的理由、親や子供の病気、若年妊娠などの意図しない妊娠、ひとり親、戦争、迷信（双子などの多胎児が不吉や恥とされる文化、捨て子はたくましく育つとされる文化）、子の性別が望むものでなかった場合、事件などで親が投獄・国外追放された場合、親から縁を切られる勘当など様々な要因がある。

## 対策
捨てられた子供を助ける悲田院/救貧院 (プアハウス)/孤児院/児童相談所などの施設が、歴史的・全世界的に行われてきた。日本においては、児童福祉法によって、乳児院・児童養護施設へ収容する事となっている。

### 禁止令
多くの国で、子供を捨てることは違法（自然犯）とされる。日本では、子供を捨てた場合は、保護責任者遺棄罪となる。
江戸時代では生類憐れみの令は、捨て子禁止令も含んでいた。

### 包括的な対策
性教育や避妊についての知識教育で捨て子を減らすことができる。また、人工妊娠中絶を行うことで、捨て子や虐待などの件数が低下する。
貧困の撲滅、病人・片親への支援などによっても減らすことが可能である。日本においては、片親などの場合は児童扶養手当の支援を受けられる。
匿名出産制度により、出産のリスクの低下、母親へのカウンセリング・経済的援助などの支援を受けられる。
ドイツやオーストリアなどの国々では、こういった捨てられる両親不明の子供を救う為に2001年から病院の玄関に「赤ちゃんポスト」と呼ばれる、養育が困難になって育てきれなくなった子供、または私生児などをこのポストに入れて病院側に養育を委託するという措置がとられるようになった。これにならって、日本でも熊本市に立地するカトリック系の慈恵病院で、赤ちゃんポストが2007年5月10日に設置された。また特別養子縁組、里親制度などの仕組みもあり、行政や支援団体が取り組んでいる。
パキスタンのテレビ局が、2013年のラマダーン月間中に放送したクイズ番組「ラマダーンの祝福」で、クイズに正解した家族に捨て子が賞品として贈呈された。この番組の男性司会者が、イスラム教に関するクイズを出題し、正解した夫婦2組に捨て子を贈呈、そのうちの1組は結婚14年でいまだ子宝に恵まれていないということで「神様からの贈り物」として喜んでいたが、欧米のメディアはこれに批判を示している。

### 戸籍
出生届の提出が未済と認められる乳幼児の捨て子については、発見者または警察官からの棄児発見報告に基づき、市町村長が棄児発見調書を作成し、戸籍を編製する。
本籍地は市役所・乳児院・児童養護施設などの住所になることが多く、生年月日は推定される年に発見された日を誕生日として設定されることが多い。苗字などについては申し立てた人物や保護者、発見地の町名などから取ったりする。
赤ちゃんポストの場合は、新生児への命名は熊本市長が行う。
捨て子が発見されたとき、すでに死亡していた場合でも、上記手続きにより戸籍が編製された後、死亡による除籍という扱いとなる。行旅死亡人としてその旨が官報に公告されることもある。
親が現れるなど、なんらかの事情により身元が判明した場合には、本来の戸籍に復帰することになっている。

## 救護・養育の歴史
日本での捨て子の最も古い記録は『日本書紀』に、「676年(天武天皇5年)に今年は凶作であったため、子供を売る許可が欲しい」との要請を天武天皇の治世下の朝廷は許可しなかったが、 15年後に「黙認する方針に変更した」と記載されている。子売り・子殺しの懲罰は、757年の養老律令に記載されており、子供の同意があれば売って良しとされ、親は杖で百叩きですんだ。
日本の近世社会においては、江戸時代後期の京都冷泉町に伝わった捨子関係文書（冷泉町文書）に拠れば、都市社会で捨子が発生した場合には町奉行所は直接的な救済を行わず、町の責任で里親希望者を募集し、里親が見つかるまでは町での養育を義務付けられている。里親は希望する理由を審議され、奉行所から許可されると請人や親分などの保証人を立て、遊女奉公へ出さないことなど誓約を取り決めた後に養子として引き取られている。
福岡藩でも捨て子が社会問題となったが、藩の対応として、「養育目付」という役職を設置し、産婆などの協力を得、妊娠中の女性を監視し、出産後も子育てを行っているか見張った（水戸計 『江戸の大誤解』 彩図社 2016年 p.124)。また、里親が捨子を引き取る際には持参金や衣類が町から支出されており、捨子が発生した際には町に様々な負担が存在し、この負担を軽減させるために里親養子制が確立していったと考えられている。
ヨーロッパでは、拾われた子は、奴隷、または家事使用人、軍隊、または教会で育てられ、それぞれの養育先で奉公した。この慣習は、西ゴート法典などに、発見者は連れ帰って奴隷とすることができることが書かれている。これらの慣習は、宗教施設の基盤や、貴重な労働力ともなった。近代アメリカでは、孤児列車によって多数の孤児が労働が必要な場所や新しい里親へ輸送された。

## 事件・社会問題
日本では1970年ごろ、コインロッカーの普及に伴い同設備に乳児を置き去りにする事象が頻発した。(コインロッカーベイビー)
- 寿産院事件
- 巣鴨子供置き去り事件
  - 誰も知らない：上記の事件を元に制作された映画。2004年公開、是枝裕和監督。

- ルーマニアの独裁者ニコラエ・チャウシェスクは、人口増加が経済成長につながるという信念のもと行動した結果、ルーマニアの孤児とも呼ばれる大多数の孤児を生み出す結果となった。
- 中国では、一人っ子政策によって無戸籍の黒孩子や孤児を生み出すこととなった。

## 捨て子に関する文化
風習、迷信
- 捨て子はよく育つ - 親の厄年に生まれた子や体の弱い子が誕生した時、形式的にいったん捨てて、すぐ拾うと丈夫に育つという言い伝えがある[12]。この迷信を信じて、豊臣秀吉は子供達の幼名に「捨」「拾」などの名前を与えた。徳川家康の子松平忠輝も捨てられ家臣に拾われた。徳川吉宗も、この迷信から捨てられ刺田比古神社が拾い育てた。
- 捨て子は世に出る - 逆境にも負けず、たくましく育ち、かえって世に出るものであるという諺[13]
- 取子 - 東日本で行われた仮の親子関係を結んだ子方の名称。親方の方は取親と呼ぶ。親に不幸が続いたり子が虚弱な場合、神仏や神職、または卑賤視されていた者を仮の親とすることで、子供が丈夫に育つなどの呪術的効果を期待した[14]。
- スパルタ - 生まれた時に長老によるチェックを受けた後、虚弱児を捨てる文化があった。

捨て子が出世し、英雄や偉人等の高い地位になる例
- サルゴン (アッカド王)
- カルナ
- オイディプース - 子どもができると父殺しになるという神託から捨てられたが、たくましく育ちテーバイ王となった。
- ペルセウス - 孫ができると祖父殺しになるという神託から捨てられた。
- ジークフリート
- ロームルス - ローマの建国王で、狼に育てられたという伝説を持つ
- モーセ - ヘブライ人が増えすぎる事を懸念したファラオによって殺すように命令され、一度捨てられる。
- 后稷 - 周王朝の始祖。農業の神ともされる。母が巨人の足跡を踏んだことから妊娠した。その後、どのような捨て方をしても戻ってくることから、捨て子の意「棄」と呼び育てたら傑物となった。
- 陸羽 - 中国・唐代の文筆家
- ジャン・ル・ロン・ダランベール - 18世紀フランスの哲学者、数学者、物理学者で百科全書派の中心人物
- フルール・ペルラン - 韓国の捨て子だったがフランス人の養子に迎えられ、フランスの文化・通信大臣にまでなった。
- ジャン＝ジャック・ルソー - フランスの哲学者で幼少時に牧師に預けられる。また、自身の5人の子供を経済的事情などから孤児院に送ったと自著に記載している。

捨て子の童話
桃太郎・かぐや姫・白雪姫・ヘンゼルとグレーテル
主題とする作品
- わたしをみつけて
- コインロッカー・ベイビーズ
- ホームレス中学生